# Élections législatives pakistanaises de 2018
Les élections législatives pakistanaises de 2018 se déroulent le 25 juillet 2018 afin de renouveler les élus de l'Assemblée nationale et des quatre assemblées provinciales du Pakistan après la fin de leur mandat de cinq ans reçus lors des élections législatives de 2013. Ces dernières avaient porté au pouvoir la Ligue musulmane du Pakistan (N), permettant à Nawaz Sharif de retrouver le poste de chef du gouvernement qu'il avait perdu en 1999 à la suite d'un coup d’État militaire.
Toutefois, Nawaz Sharif est démis de son poste de Premier ministre le 28 juillet 2017 par la Cour suprême dans le cadre d'une enquête pour évasion fiscale, puis emprisonné un an plus tard peu avant le scrutin. Il est alors remplacé par l'un de ses proches, Shahid Khaqan Abbasi et à l'occasion de ces élections, la Ligue musulmane est menée par Shehbaz Sharif, frère de Nawaz.
Le parti d'opposition Mouvement du Pakistan pour la justice mené par Imran Khan arrive largement en tête, sans toutefois remporter la majorité absolue. Il devance notamment la Ligue musulmane et le Parti du peuple pakistanais, tandis que les islamistes du Muttahida Majlis-e-Amal enregistrent des résultats plus faibles qu'attendus. Khan revendique sa victoire malgré des accusations de fraudes de la part des principaux partis politiques dont celui sortant. Le 17 août, il est élu Premier ministre par la nouvelle assemblée.

## Contexte

### Élections passées et contestations

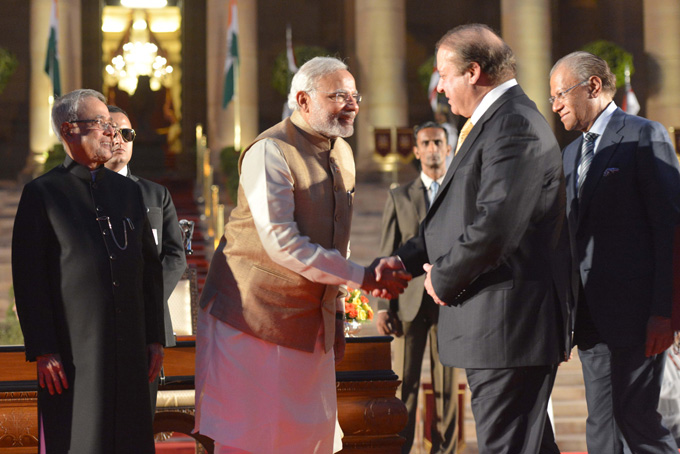
Nawaz Sharif rencontre son homologue indien Narendra Modi en 2014.

Les élections législatives du 11 mai 2013 voient la victoire de la Ligue musulmane du Pakistan (N), marquant ainsi la fin du mandat du Parti du peuple pakistanais, au pouvoir depuis 2008 et qui avait succédé cette année là au régime militaire de Pervez Musharraf, lui-même arrivé au pouvoir en 1999 en renversant le Premier ministre Nawaz Sharif, dirigeant de la Ligue. Le scrutin marque donc le retour au pouvoir de ce dernier, son parti arrivant largement en tête et obtenant une légère majorité absolue après des ralliements. L'élection démontre alors une certaine normalisation de la vie politique, alors que pour la première fois dans l'histoire du pays un gouvernement civil cède la place à un autre à la fin de son mandat. Jusqu'ici, la vie politique était marquée par des coups d’État militaires, élections anticipées et crises politiques incessantes.
Toutefois, la régularité du scrutin est contestée par l'opposant Imran Khan qui a émergé à l'occasion de cette élection. La Ligue musulmane du Pakistan (N) est accusée de bourrages d'urnes dans 55 circonscriptions de la province du Pendjab. Alors que les recours judiciaires ne donnent rien, Imran Khan et Mohammad Tahir ul-Qadri lancent en août 2014 une longue marche de protestations qui réunit des centaines de milliers de militants et se termine en occupation de l'avenue de la Constitution d'Islamabad. Les meneurs du mouvement y mettent un terme quatre mois plus tard sans avoir obtenu l'organisation des élections anticipées qu'ils demandaient,.

### Insurrection islamiste
Depuis 2002 et surtout 2007, le pays est confronté à une insurrection de la part des talibans dans le nord-ouest, à savoir la province de Khyber Pakhtunkhwa et surtout les régions tribales, frontalières avec l'Afghanistan. Le mandat de Nawaz Sharif est marqué par l'extension des opérations militaires, après d'infructueuses tentatives de négociations en 2013. Le 15 juin 2014, l'armée lance l'opération Zarb-e-Azb qui se concentre au Waziristan du Nord, dernière zone des régions triables n'ayant pas été visé par une offensive. En représailles, les insurgés talibans perpètrent le massacre de l'école militaire de Peshawar le 16 décembre 2014. Il s'agit de la pire attaque terroriste de l'histoire du Pakistan, et la mort de plus d'une centaine d'enfants choque le pays.
Bien que les attaques insurgés restent fréquentes et parfois spectaculaires, le niveau de violence et le nombre de morts se sont nettement réduits depuis 2014, les talibans pakistanais ayant été expulsés du pays par les nombreuses opérations militaires. Les insurgés utilisent toutefois depuis lors l'Afghanistan comme base arrière pour mener des attaques au Pakistan.

### Chute de Nawaz Sharif

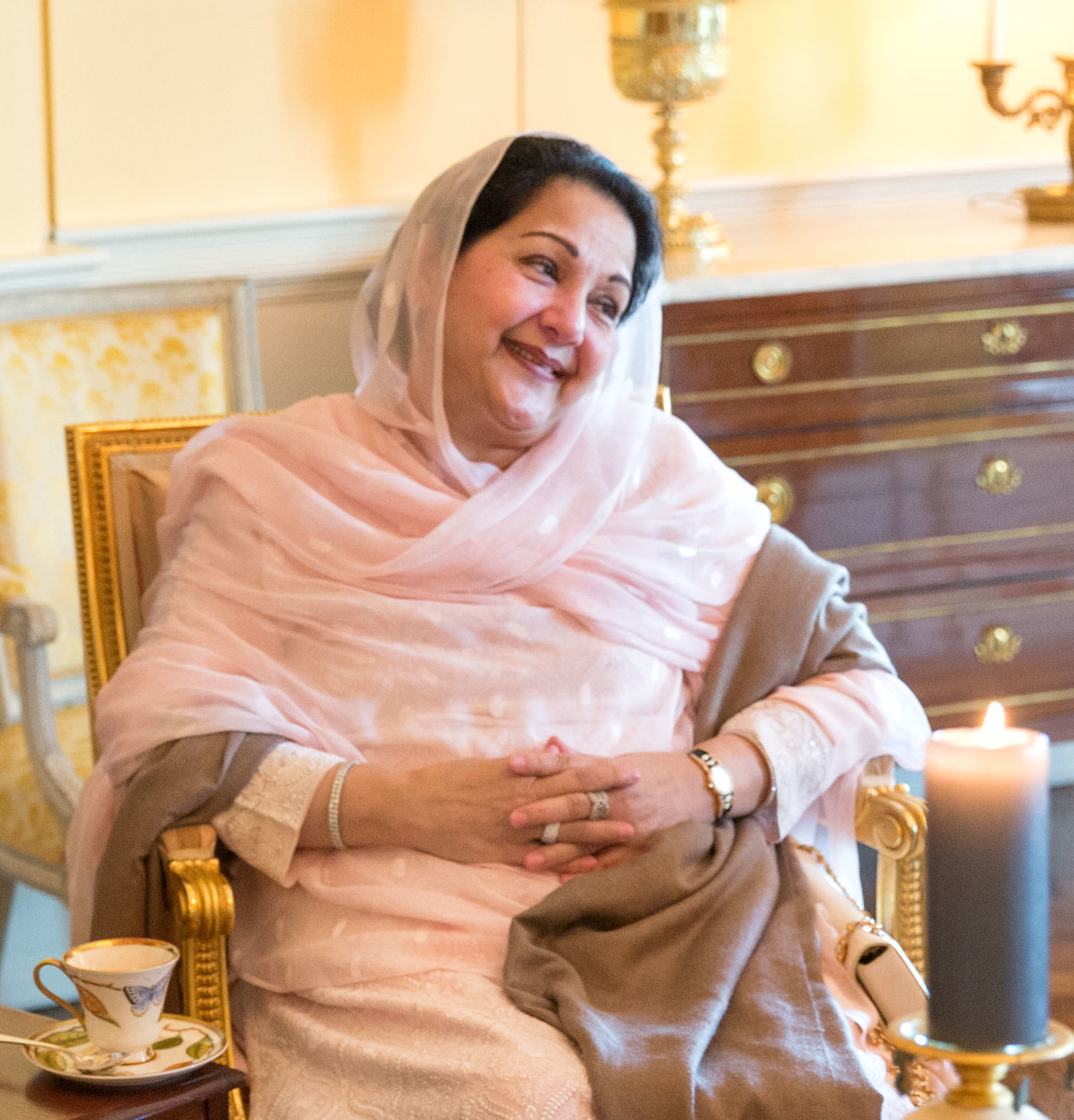
Kulsoom Nawaz Sharif est élue députée en 2017 dans la circonscription laissée vacante par la destitution de son époux.

En juillet 2017, la Cour suprême destitue le Premier ministre Nawaz Sharif pour falsification de preuve dans le cadre d'une enquête pour une évasion fiscale révélée par les Panama Papers. Il est par la suite remplacé par Shahid Khaqan Abbasi, un de ses proches. Il est également interdit de diriger la Ligue musulmane du Pakistan (N) et il ne peut plus se présenter à un scrutin à vie.
Le 6 juillet 2018, Nawaz Sharif est condamné à dix ans de prison pour corruption et sa fille Maryam Nawaz Sharif à sept ans de prison. Alors qu'ils sont menacés d'arrestation, Nawaz et Maryam retournent au Pakistan le 13 juillet, tandis que leurs partisans décident de les accueillir à l'aéroport, malgré l'interpellation d'un certain nombre d'entre eux. Ils sont donc emprisonnés à leur arrivée dans le pays, tandis que Shehbaz Sharif organise une manifestation de soutien interdite. Le clan Sharif accuse la puissante armée pakistanaise de comploter contre lui, tandis que certains médias et fonctionnaires notent une répression contre le parti sortant et dénoncent des censures,, voire un « coup d'État silencieux de l'armée ».

### Recensement et découpage électoral
Durant la première moitié de l'année 2017, les autorités ont mené un très attendu recensement de la population. C'est en effet le premier depuis 1998 et il est réalisé avec six années de retard. Le précédent gouvernement avait commencé ce processus à la date prévue, mais les résultats préliminaires ont été très contestés et l'étude annulée. Le recensement est un sujet sensible au Pakistan alors qu'il traduit l'évolution du poids des différentes groupes ethno-linguistiques.
En 2018, malgré des critiques persistantes sur ce nouveau recensement, la Commission électorale le prend pour base afin de redécouper les circonscriptions électorales. Ces dernières n'avaient en effet pas été modifiées depuis 2002, posant un problème d'égalité des votes, des circonscriptions ayant connu des évolutions démographiques très différentes. Malgré tout, le nouveau découpage laisse apparaitre 30 circonscriptions sur 272 dont la population s'éloigne anormalement de la moyenne. Le député de la circonscription la plus peuplée (Bannu) représente ainsi 1,2 million d'habitants à lui seul quand celui de la moins peuplé (Kachhi-Jhal Magsi) n'en représente que 386 255,.

## Système électoral

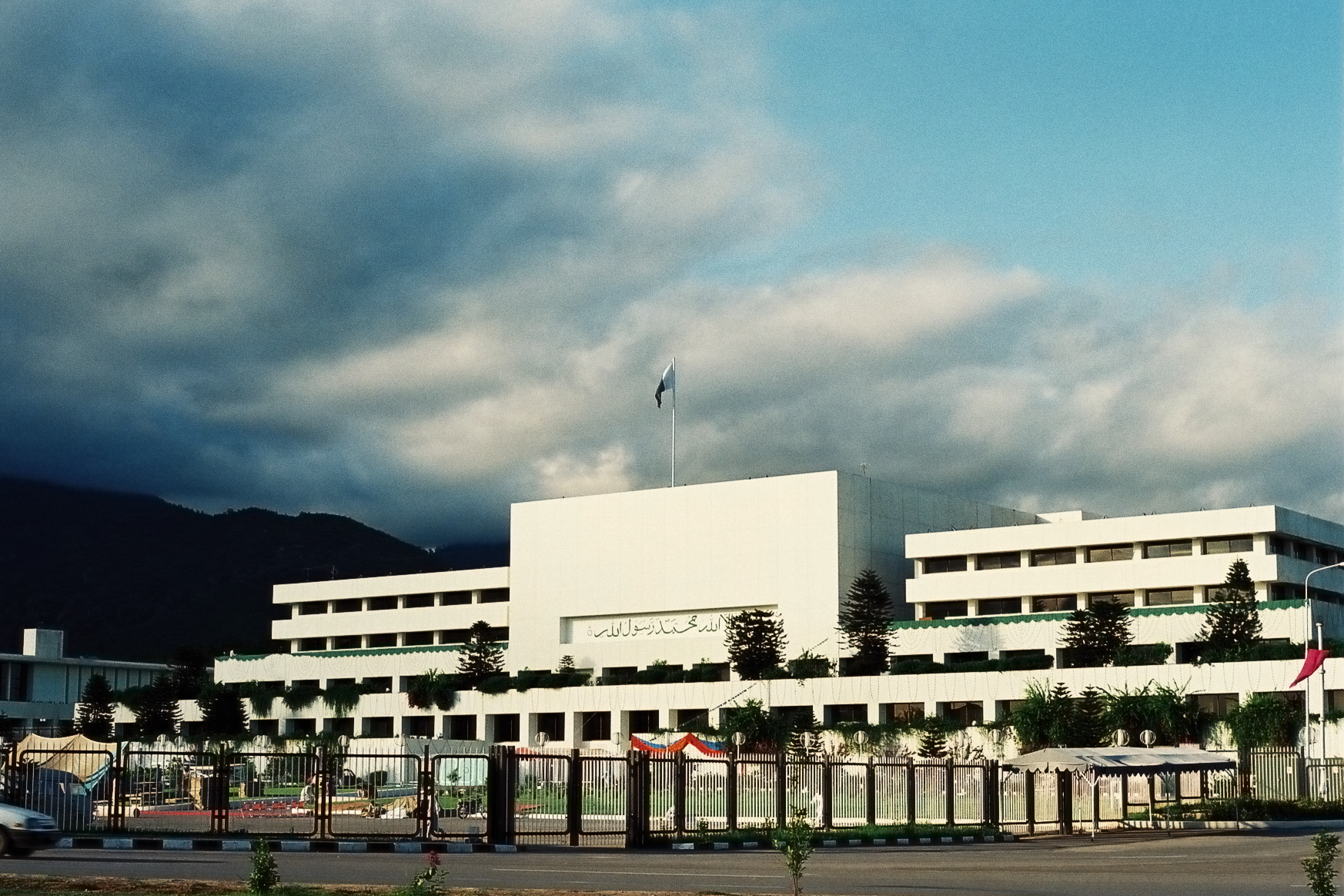
Le Parlement du Pakistan.

Le Pakistan possède un régime politique parlementaire bicaméral de type Westminster. Le Parlement du Pakistan se compose de deux chambres, l'Assemblée nationale élue pour une grande partie au scrutin direct, et le Sénat dont les membres sont choisis par les membres des assemblées provinciales, elles-mêmes élues selon le même mode de scrutin que l'Assemblée nationale. Les élections générales visent à choisir les seuls élus de l'Assemblée nationale et des assemblées provinciales.
Les candidats sont élus au suffrage universel direct uninominal majoritaire à un tour, c'est-à-dire que chaque électeur vote dans sa circonscription pour un candidat et celui arrivant en tête à l'issue d'un unique tour est élu, même avec une majorité relative de voix. Un candidat peut présenter sa candidature dans plusieurs circonscriptions, mais ne doit garder qu'un siège s'il en remporte plusieurs. Une élection partielle est alors organisée dans la circonscription dont le poste de député est devenu vacant. Les membres élus doivent ensuite procéder à l'élection des « sièges réservés ». Pour l'Assemblée nationale, les 272 membres élus directement élisent 60 sièges réservés à des femmes et 10 sièges réservés à des minorités religieuses. Ces sièges sont répartis à la proportionnelle entre tous les partis ayant remporté un minimum de 5 % des voix au scrutin direct, mais répartis en proportion du nombre de sièges déjà obtenus et non en proportion des voix, de manière à laisser inchangé le résultat du vote populaire.
Une règle s'est ajoutée à l'occasion de ces élections, afin de parer la faible participation des femmes dans certaines régions très conservatrices : au moins 10 % de l'électorat doit être féminin dans chaque circonscription, sans quoi le candidat vainqueur peut voir son élection annulée.
Le nombre de sièges d'un parti utilisé pour la répartition des sièges réservés peut comprendre des candidats élus en tant qu'indépendants, si ceux-ci le rejoignent officiellement dans les trois jours suivants la publication des résultats des sièges élus au scrutin direct. Une fois la commission électorale informée, les candidats ne peuvent revenir sur ces ralliements avant l'élection des membres réservés, en accord avec l'article 92-6 de la loi électorale pakistanaise.

## Partis en lice et programmes

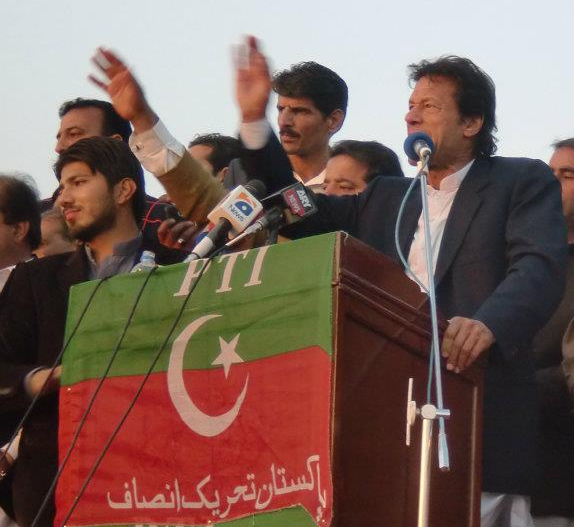
L'opposant Imran Khan s'adressant à ses partisans.

La Ligue musulmane du Pakistan (N) au pouvoir tente de faire valoir son bilan, jugé relativement positif. Le niveau de violences liées à l’insurrection islamiste s'est en effet nettement réduit durant les dernières années, notamment sous l'effet de l'offensive de 2014. La croissance économique a régulièrement progressé durant toute la législature, passant de 4,4 % du PIB en 2013 à 5,7 % en 2017. Le pays a ainsi poursuivi avec succès le développement de ses infrastructures, réussissant surtout à réduire les très problématiques coupures d'électricité. À ce titre, l'établissement du corridor économique Chine-Pakistan signé en 2016 a été déterminant. L'économie du pays reste cependant fragile, du fait d'un fort déficit du commerce extérieur et d'une faiblesse monétaire et budgétaire. Le pays pourrait encore devoir demander l'aide du Fonds monétaire international à la suite de ces élections.
Le Mouvement du Pakistan pour la justice et son chef Imran Khan critiquent la corruption du gouvernement, un problème endémique dans le pays, ainsi que le népotisme du « clan Sharif » au pouvoir. Le programme du parti promet également des investissements massifs dans l'éducation et la santé. Le mouvement tente également de faire valoir son bilan dans la province qu'il dirige depuis 2013, le Khyber Pakhtunkhwa. Il met notamment en avant une politique ambitieuse de reboisement, ayant replanté plus d'un milliard d'arbres et en promettant dix milliards s'il dirige le pays. Le parti place même la protection de l'environnement dans ses onze priorités, alors que le sujet est pour la première fois autant abordé dans une campagne au Pakistan,.
Le Parti du peuple pakistanais tente de faire valoir la jeunesse de son meneur Bilawal Bhutto Zardari pour tenter de moderniser son image. Il prend pour slogan « paix, progrès prospérité ». Comme son rival de l'opposition, il aborde les sujets environnementaux en promettant un plan pour le climat et une meilleure gestion de l'eau. Le parti met également en avant un programme progressiste, promettant la mise en valeur des femmes et des minorités, ainsi qu'une sécurité sociale et un planning familial,.
Des dizaines d'autres partis politiques se présentent à ces élections, dont beaucoup n'ont qu'un encrage très local. Les cinq principaux partis arrivés en tête lors des élections de 2013 sont représentés dans le tableau ci-dessous :
| Parti | Parti                                 | Chef de file | Chef de file           | Idéologie                                                                | 2013 (voix et députés)  |
| ----- | ------------------------------------- | ------------ | ---------------------- | ------------------------------------------------------------------------ | ----------------------- |
|       | Ligue musulmane du Pakistan (N)       |              | Shehbaz Sharif         | Centre droit Conservatisme, libéralisme économique                       | 32,8 % 189 sièges       |
|       | Parti du peuple pakistanais           |              | Bilawal Bhutto Zardari | Centre gauche Social-démocratie                                          | 15,2 % 45 sièges        |
|       | Mouvement du Pakistan pour la justice |              | Imran Khan             | Centre à centre droit Populisme, souverainisme, transparence, réformisme | 16,9 % 33 sièges        |
|       | Mouvement Muttahida Qaumi             |              | Farooq Sattar          | Centre gauche Social-libéralisme, laïcité, localisme                     | 5,4 % 24 sièges         |
|       | Muttahida Majlis-e-Amal               |              | Fazal-ur-Rehman        | Extrême droite Islamisme                                                 | 11,3 % 63 sièges (2002) |

## Campagne et sondages

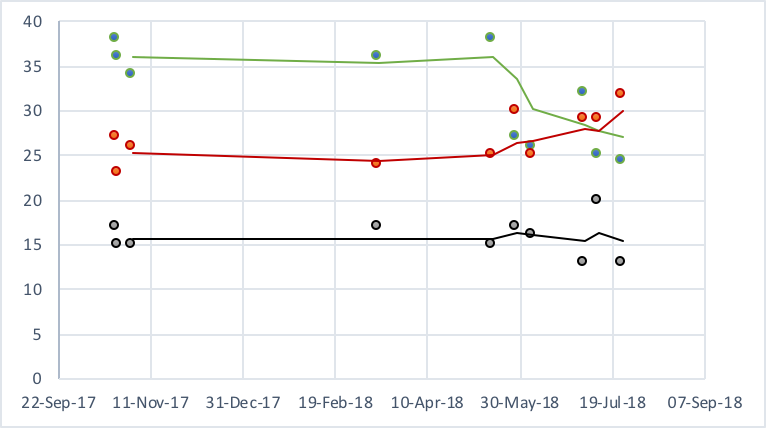
Moyenne lissées des sondages : LMPN en vert, le MPJ en rouge et le PPP en noir.

Le 1er juin 2018, le mandat des députés prend fin et le Premier ministre Shahid Khaqan Abbasi de la Ligue musulmane du Pakistan (N) doit quitter son poste. Le magistrat Nasir-ul-Mulk est nommé pour diriger un « gouvernement intérimaire » (caretaker cabinet) le temps des élections, à la suite d'un accord entre le pouvoir et le principal parti d'opposition, le Parti du peuple pakistanais, comme le prévoit la Constitution.
La campagne officielle s'ouvre le 1er juillet. Les différents sondages d'opinion montrent initialement une légère avance du parti au pouvoir, qui se fait distancer à la fin de la campagne électorale par le Mouvement du Pakistan pour la justice qui se confirme comme principal opposant, alors qu'il n'a émergé qu'en 2013 au détriment du Parti du peuple pakistanais, l'une des deux formations qui dominaient la vie politique depuis le début des années 1970.
Malgré l'amélioration sécuritaire, la situation reste tendue durant cette campagne. Le 6 mai 2018, le ministre de l’Intérieur Ahsan Iqbal est blessé par balle lors d'une tentative d'assassinat, alors qu'il assistait à un meeting électoral. Le 10 juillet, un attentat à la bombe à Peshawar tue 22 personnes dont un candidat provincial en visant un rassemblement du Parti national Awami, une petite formation de gauche,. Le 13 juillet, un attentat-suicide à Mastung contre un meeting tue 149 personnes dont un candidat local du Parti baloutche Awami. Revendiqué par l'organisation État islamique, c'est le second attentat le plus meurtrier de l'histoire du pays,. Le même jour, à Bannu, un autre attentat à la moto-piégée tue 4 personnes et en blesse 40 autres en essayant d'assassiner le candidat du MMA Akram Khan Durrani, mais ce-dernier survit. Le 22 juillet, un nouvel attentat tue un candidat du Mouvement du Pakistan pour la justice pour la circonscription provinciale de Dera Ismail Khan.

## Résultats

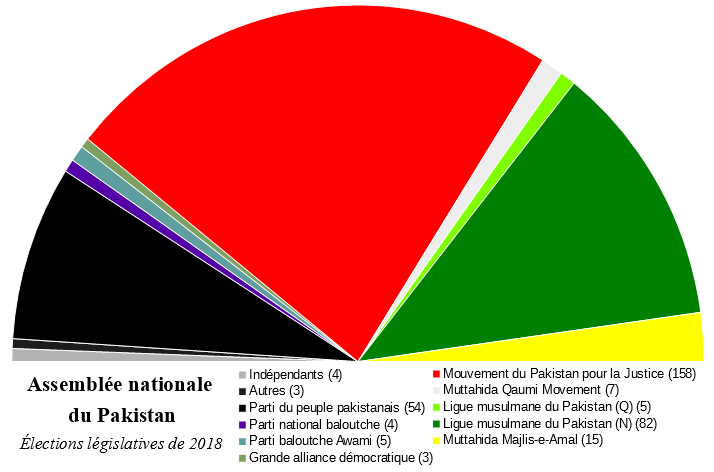
Composition de l'Assemblée nationale après ces élections.

Le 25 juillet, près de 106 millions de Pakistanais sont appelés aux urnes, 22 % de plus qu'en 2013, sous un climat sécuritaire tendu. Quelque 370 000 soldats sont mobilisés pour le jour du vote, ce qui n'empêche pas un attentat-suicide à Quetta qui tue une trentaine de personnes à l'entrée d'un bureau de vote. Le 11 août, la Commission électorale établit les compositions finales des assemblées après des ralliements de candidats indépendants et l'élection des sièges réservés, aboutissant à un total de 158 sièges pour le Mouvement du Pakistan pour la justice, qui frôle ainsi la majorité absolue de 171 sièges à l'assemblée, nécessitant la formation d'une coalition gouvernementale,,.

### Assemblée nationale
|                           |                                       |             |       |       |        |        |          |          |        |               |
| Partis                    | Partis                                | Votes       | %     | +/-   | Sièges | Sièges | Sièges   | Sièges   | Sièges | Sièges        |
| Partis                    | Partis                                | Votes       | %     | +/-   | Élus   | Ind.   | Réservés | Réservés | Total  | +/-           |
| Partis                    | Partis                                | Votes       | %     | +/-   | Élus   | Ind.   | Min.     | Fem.     | Total  | +/-           |
|                           | Mouvement du Pakistan pour la justice | 16 851 240  | 31,89 | 14,97 | 116    | 9      | 5        | 28       | 158    | 125           |
|                           | Ligue musulmane du Pakistan (N)       | 12 896 356  | 24,40 | 8,37  | 64     | 0      | 2        | 16       | 82     | 107           |
|                           | Parti du peuple pakistanais           | 6 901 675   | 13,06 | 2,17  | 43     | 0      | 2        | 9        | 54     | 9             |
|                           | Muttahida Majlis-e-Amal               | 2 541 520   | 4,81  | 4,81  | 12     | 0      | 1        | 2        | 15     | 15            |
|                           | Tehreek-e-Labbaik Pakistan            | 2 231 697   | 4,22  | 4,22  | 0      | 0      | 0        | 0        | 0      | en stagnation |
|                           | Grande alliance démocratique          | 1 257 354   | 2,38  | 2,38  | 2      | 0      | 0        | 1        | 3      | 3             |
|                           | Parti national Awami                  | 808 229     | 1,53  | 0,53  | 1      | 0      | 0        | 0        | 1      | en stagnation |
|                           | Mouvement Muttahida Qaumi             | 729 767     | 1,38  | 4,03  | 6      | 0      | 0        | 1        | 7      | 17            |
|                           | Ligue musulmane du Pakistan (Q)       | 515 258     | 0,97  | 2,14  | 4      | 0      | 0        | 1        | 5      | 3             |
|                           | Parti baloutche Awami                 | 317 290     | 0,60  | 0,60  | 4      | 0      | 0        | 1        | 5      | 5             |
|                           | Parti national baloutche              | 215 589     | 0,41  | 0,27  | 3      | 0      | 0        | 1        | 4      | 3             |
|                           | Ligue musulmane Awami du Pakistan     | 117 719     | 0,22  | 0,02  | 1      | 0      | 0        | 0        | 1      | en stagnation |
|                           | Jamhoori Wattan                       | 23 397      | 0,04  | 0,04  | 1      | 0      | 0        | 0        | 1      | 1             |
|                           | Autres partis (72)                    | 1 453 505   | 2,71  | -     | 0      | 0      | 0        | 0        | 0      | 36            |
|                           | Indépendants                          | 6 011 297   | 11,38 | 1,58  | 13     | -9     | 0        | 0        | 4      | 4             |
| Scrutin non tenus         | Scrutin non tenus                     | -           | -     | -     | 2      | -      | -        | -        | 2      | -             |
|                           |                                       |             |       |       |        |        |          |          |        |               |
| Votes valides             | Votes valides                         | 52 803 280  | 99,89 |       |        |        |          |          |        |               |
| Votes blancs et invalides | Votes blancs et invalides             | 57 997      | 0,11  |       |        |        |          |          |        |               |
| Total                     | Total                                 | 52 861 277  | 100   | -     | 272    | -      | 10       | 60       | 342    | en stagnation |
| Abstention                | Abstention                            | 49 246 656  | 48,23 |       |        |        |          |          |        |               |
| Inscrits / participation  | Inscrits / participation              | 102 107 933 | 51,77 | 3,25  |        |        |          |          |        |               |

### Assemblées provinciales

#### Baloutchistan
|                                   |                                       |           |         |       |        |        |          |          |        |               |
| Partis                            | Partis                                | Votes     | %       | +/-   | Sièges | Sièges | Sièges   | Sièges   | Sièges | Sièges        |
| Partis                            | Partis                                | Votes     | %       | +/-   | Élus   | Ind.   | Réservés | Réservés | Total  | +/-           |
| Partis                            | Partis                                | Votes     | %       | +/-   | Élus   | Ind.   | Min.     | Fem.     | Total  | +/-           |
|                                   | Parti baloutche Awami                 | 446 795   | 24,59 % | 24,59 | 15     |        | 1        | 4        | 20     | 15            |
|                                   | Muttahida Majlis-e-Amal               | 271 498   | 14,94 % | 14,94 | 7      |        | 1        | 2        | 10     | 10            |
|                                   | Parti national baloutche              | 127 823   | 7,03 %  | 0,83  | 7      |        | 1        | 2        | 10     | 8             |
|                                   | Pashtunkhwa Milli Awami               | 118 106   | 6,50 %  | 6,30  | 1      |        |          |          | 1      | 13            |
|                                   | Mouvement du Pakistan pour la justice | 109 743   | 6,04 %  | 4,19  | 5      | 1      |          | 1        | 7      | 7             |
|                                   | Parti national baloutche (Awami)      | 92 600    | 5,10 %  | 4,28  | 2      |        |          | 1        | 3      | 3             |
|                                   | Parti national                        | 89 168    | 4,91 %  | 0,89  | 0      |        |          |          | 0      | 10            |
|                                   | Parti national Awami                  | 49 030    | 2,70 %  | 0,33  | 3      |        |          | 1        | 4      | 3             |
|                                   | Jamhoori Wattan                       | 28 317    | 1,56 %  | 1,45  | 1      |        |          |          | 1      | 1             |
|                                   | Ligue musulmane du Pakistan (N)       | 28 057    | 1,54 %  | 8,74  | 1      |        |          |          | 1      | 18            |
|                                   | Parti démocratique Hazara             | 12 803    | 0,70 %  | 0,25  | 1      |        |          |          | 1      | 1             |
|                                   | Autres partis                         | 128 680   | 7,08 %  | 10,10 | 0      |        |          |          | 0      | 6             |
|                                   | Indépendants                          | 314 785   | 17,32 % | 9,54  | 5      | -1     |          |          | 4      | 1             |
| Scrutin non tenus                 | Scrutin non tenus                     | -         | -       | -     | 3      | -      | -        | -        | 3      | -             |
|                                   |                                       |           |         |       |        |        |          |          |        |               |
| Votes blancs et invalides         |                                       |           |         |       |        |        |          |          |        |               |
| Votes valides                     | Votes valides                         | 1 817 405 |         |       |        |        |          |          |        |               |
| Total                             | Total                                 |           | 100     | -     | 51     | -      | 3        | 11       | 65     | en stagnation |
| Abstention                        | Abstention                            |           | 54,8    |       |        |        |          |          |        |               |
| Nombre d'inscrits / participation | Nombre d'inscrits / participation     |           | 45,2    | 2,7   |        |        |          |          |        |               |

#### Khyber Pakhtunkhwa
|                                   |                                       |            |         |       |        |        |          |          |        |               |
| Partis                            | Partis                                | Votes      | %       | +/-   | Sièges | Sièges | Sièges   | Sièges   | Sièges | Sièges        |
| Partis                            | Partis                                | Votes      | %       | +/-   | Élus   | Ind.   | Réservés | Réservés | Total  | +/-           |
| Partis                            | Partis                                | Votes      | %       | +/-   | Élus   | Ind.   | Min.     | Fem.     | Total  | +/-           |
|                                   | Mouvement du Pakistan pour la justice | 2 133 112  | 32,26 % | 13,01 | 65     | 2      | 2        | 16       | 86     | 39            |
|                                   | Muttahida Majlis-e-Amal               | 1 128 026  | 17,06 % | 17,06 | 10     |        | 1        | 2        | 13     | 13            |
|                                   | Parti national Awami                  | 812 702    | 12,29 % | 1,85  | 7      |        |          | 2        | 9      | 4             |
|                                   | Ligue musulmane du Pakistan (N)       | 655 022    | 9,91 %  | 5,98  | 5      |        |          | 1        | 6      | 11            |
|                                   | Parti du peuple pakistanais           | 604 816    | 9,15 %  | 0,38  | 4      |        |          | 1        | 5      | 1             |
|                                   | Parti Qaumi Watan                     | 126 683    | 1,92 %  | 1,68  | 0      |        |          |          | 0      | 10            |
|                                   | Autres partis                         | 217 962    | 3,30 %  | 22,67 | 0      |        |          |          | 0      | 27            |
|                                   | Indépendants                          | 932 964    | 14,11 % | 1,99  | 6      | -2     |          |          | 3      | 9             |
| Scrutins non tenus                | Scrutins non tenus                    |            |         |       | 2      |        |          |          | 2      |               |
|                                   |                                       |            |         |       |        |        |          |          |        |               |
| Votes blancs et invalides         | Votes blancs et invalides             | 150 090    | (2,22)  |       |        |        |          |          |        |               |
| Votes valides                     | Votes valides                         | 6 611 287  | (97,78) |       |        |        |          |          |        |               |
| Total                             | Total                                 | 6 761 377  | 100     | -     | 99     | -      | 3        | 22       | 124    | en stagnation |
| Abstention                        | Abstention                            | 8 226 997  | 54,89   |       |        |        |          |          |        |               |
| Nombre d'inscrits / participation | Nombre d'inscrits / participation     | 14 988 374 | 45,11   | 0,28  |        |        |          |          |        |               |

#### Pendjab
|                                   |                                       |            |       |      |        |        |          |          |        |               |
| Partis                            | Partis                                | Votes      | %     | +/-  | Sièges | Sièges | Sièges   | Sièges   | Sièges | Sièges        |
| Partis                            | Partis                                | Votes      | %     | +/-  | Élus   | Ind.   | Réservés | Réservés | Total  | +/-           |
| Partis                            | Partis                                | Votes      | %     | +/-  | Élus   | Ind.   | Min.     | Fem.     | Total  | +/-           |
|                                   | Mouvement du Pakistan pour la justice | 11 166 131 | 33,61 |      | 122    | 23     | 4        | 33       | 182    | 153           |
|                                   | Ligue musulmane du Pakistan (N)       | 10 529 723 | 31,70 |      | 130    | 1      | 4        | 30       | 165    | 150           |
|                                   | Ligue musulmane du Pakistan (Q)       | 392 419    | 1,18  |      | 7      | 1      |          | 2        | 10     | 2             |
|                                   | Tehreek-e-Labbaik Pakistan            | 1 888 240  | 5,68  |      | 0      |        |          |          |        | -             |
|                                   | Parti du peuple pakistanais           | 1 789 780  | 5,39  |      | 6      |        |          | 1        | 7      | 1             |
|                                   | Muttahida Majlis-e-Amal               | 433 960    | 1,31  |      | 0      |        |          |          |        | 1             |
|                                   | Autres partis                         | 773 269    | 2,32  |      | 0      |        |          |          |        | 4             |
|                                   | Indépendants                          | 6 244 580  | 18,69 |      | 30     | -25    |          |          | 5      | en stagnation |
| Scrutin non tenu                  | Scrutin non tenu                      |            |       |      | 2      |        |          |          | 2      |               |
|                                   |                                       |            |       |      |        |        |          |          |        |               |
| Votes blancs et invalides         | Votes blancs et invalides             | 758 384    | 2,23  |      |        |        |          |          |        |               |
| Votes valides                     | Votes valides                         | 33 218 103 | 97,77 |      |        |        |          |          |        |               |
| Total                             | Total                                 | 33 976 487 | 100   | -    | 297    | -      | 8        | 66       | 371    | en stagnation |
| Abstention                        | Abstention                            |            | 43,56 |      |        |        |          |          |        |               |
| Nombre d'inscrits / participation | Nombre d'inscrits / participation     |            | 56,44 | 3,18 |        |        |          |          |        |               |

#### Sind
|                                   |                                       |            |         |       |        |          |          |        |               |  |
| Partis                            | Partis                                | Votes      | %       | +/-   | Sièges | Sièges   | Sièges   | Sièges | Sièges        |  |
| Partis                            | Partis                                | Votes      | %       | +/-   | Élus   | Réservés | Réservés | Total  | +/-           |  |
| Partis                            | Partis                                | Votes      | %       | +/-   | Élus   | Min.     | Fem.     | Total  | +/-           |  |
|                                   | Parti du peuple pakistanais           | 3 854 198  | 38,45   | 5,82  | 76     | 5        | 17       | 98     | 6             |  |
|                                   | Grande alliance démocratique          | 1 488 760  | 14,85   | 14,85 | 11     | 1        | 2        | 14     | 14            |  |
|                                   | Mouvement du Pakistan pour la justice | 1 450 403  | 14,47   | 8,29  | 23     | 2        | 5        | 30     | 26            |  |
|                                   | Mouvement Muttahida Qaumi             | 774 905    | 7,73    | 17,80 | 16     | 1        | 4        | 21     | 30            |  |
|                                   | Muttahida Majlis-e-Amal               | 611 871    | 6,10    | 6,10  | 1      |          |          | 1      | 1             |  |
|                                   | Tehreek-e-Labbaik Pakistan            | 414 364    | 4,13    | 4,13  | 2      |          | 1        | 3      | 3             |  |
|                                   | Ligue musulmane du Pakistan (N)       | 243 755    | 2,43    | 3,60  | 0      |          |          | 0      | 6             |  |
|                                   | Pak Sarzameen                         | 161 860    | 1,61    | 1,61  | 0      |          |          | 0      | en stagnation |  |
|                                   | Autres partis                         | 284 196    | 2,84    | 17,71 | 0      |          |          | 0      | 13            |  |
|                                   | Indépendants                          | 739 753    | 7,38    | 1,51  | 0      |          |          | 0      | 1             |  |
| Scrutin non tenu                  | Scrutin non tenu                      |            |         |       | 1      |          |          | 1      |               |  |
|                                   |                                       |            |         |       |        |          |          |        |               |  |
| Votes blancs et invalides         | Votes blancs et invalides             | 416 700    | (3,99)  |       |        |          |          |        |               |  |
| Votes valides                     | Votes valides                         | 10 024 065 | (96,01) |       |        |          |          |        |               |  |
| Total                             | Total                                 | 10 440 765 | 100     | -     | 130    | 9        | 29       | 168    | en stagnation |  |
| Abstention                        | Abstention                            | 11 657 759 | 52,75   |       |        |          |          |        |               |  |
| Nombre d'inscrits / participation | Nombre d'inscrits / participation     | 22 098 524 | 47,25   | 7,0   |        |          |          |        |               |  |

## Analyse et conséquences

### Contestations des résultats

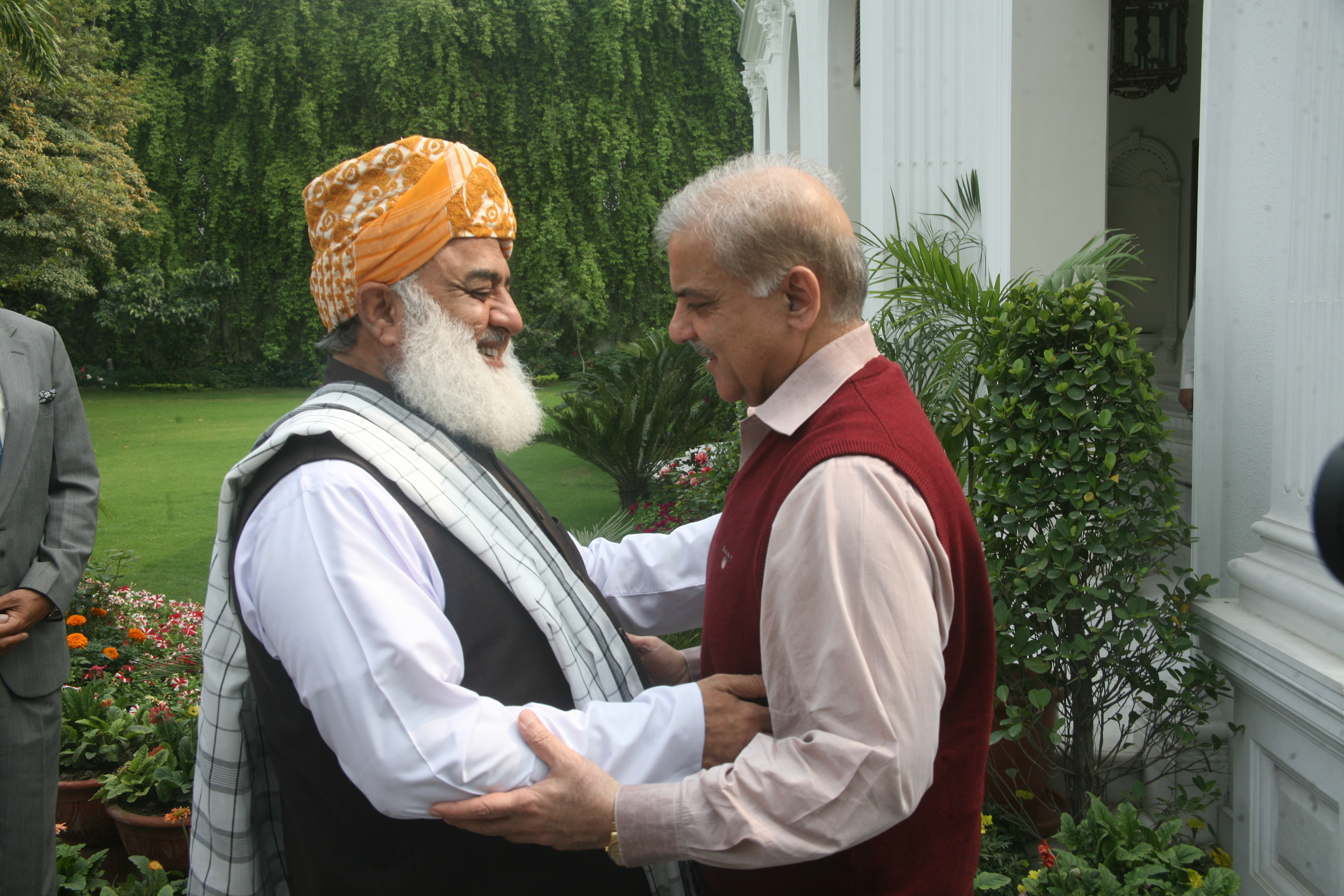
Shehbaz Sharif et Fazal-ur-Rehman.

Rapidement, la grande majorité des partis défaits lors de ces élections dénoncent des irrégularités massives en faveur du Mouvement du Pakistan pour la justice, et accusent l'armée pakistanaise de pressions pré-électorales. La Ligue musulmane du Pakistan (N) affirme notamment « rejeter totalement » les résultats, pointant des « fraudes flagrantes » notamment dans le processus de comptage. Ses agents électoraux auraient d'après elle été expulsés de certains bureaux de vote tandis que le formulaire officiel sur lequel doivent être notifié les atteintes constatés par eux au bon déroulement du vote ne leur aurait pas été fourni,. La Commission électorale nie cependant le même jour toute fraude lors du scrutin.
Dans son discours de victoire le 26 juillet, Imran Khan promet d'aider à prouver d'éventuelles irrégularités. Le 27 juillet, la Ligue musulmane et ses alliés de la Muttahida Majlis-e-Amal tiennent une conférence commune avec le Parti Qaumi Watan, le Pashtunkhwa Milli Awami, le Parti national et le Parti national Awami, dans le but de lancer un mouvement de protestations et demander de nouvelles élections. Après avoir écarté l'hypothèse d'un boycott des assemblées défendu par Fazal-ur-Rehman, le Parti du peuple pakistanais rejoint le reste de l'opposition le 30 juillet pour demander une enquête parlementaire,.
Deux missions d'observateurs internationaux étaient présentes lors du scrutin, menées par l'Union européenne et le Commonwealth. Elles estiment que les militaires n'ont pas directement interféré dans le processus de vote et que le comptage a été globalement honnête et transparent mais relèvent que des difficultés se sont présentées occasionnellement, en raison de problèmes techniques sur le nouveau logiciel et d'agents électoraux parfois absents. Les observateurs notent surtout un environnement défavorable lors de la campagne électorale, pointant des opportunités de communications très différentes selon les partis ainsi que des pressions sur les médias.

### Formation du gouvernement
Le 30 juillet, le PTI annonce avoir trouvé un accord en vue de former un gouvernement de coalition, espérant rallier des candidats indépendants, la Ligue musulmane du Pakistan (Q), le Parti baloutche Awami et la Grande alliance démocratique. Le Mouvement Muttahida Qaumi est également envisagé comme potentiel allié,.
Le 17 août, Imran Khan reçoit l'investiture de l'Assemblée nationale par 176 voix favorables, soit quatre de plus que la majorité requise. Sa prestation de serment a lieu le lendemain 18 août.